# Adelomorpha ritsemae
Adelomorpha ritsemae är en fjärilsart som beskrevs av Pieter Cornelius Tobias Snellen 1885. Adelomorpha ritsemae ingår i släktet Adelomorpha och familjen stävmalar. Inga underarter finns listade i Catalogue of Life.